# Bjergsted Skov
 Bjergsted Skov  er en privat skov, der ligger på Midtsjælland ved Jyderup mellem Kalundborg og Holbæk.
Skoven hænger sammen med Stokkebjerg Skov, og Grevindeskov, og er i dag et rekreativt område for borgere i Jyderup og omegn.
Skoven er i dag gennemskåret af Nordvestbanen der går mellem Kalundborg via Holbæk til Roskilde, samt Skovvejen, (primærrute 23) som er en fire sporet motortrafikvej mellem Holbæk og Kalundborg. 
Vejdirektoratet er i gang med at planlægge at opgradere Skovvejen fra en motortrafikvej til motorvej (Kalundborgmotorvejen), der skal går mellem Holbæk og Kalundborg.
|  | Denne artikel om lokaliteten Bjergsted Skov kan blive bedre, hvis der indsættes et (bedre) billede. Du kan hjælpe ved at afsøge Wikimedia Commons for et passende billede eller lægge et op på Wikimedia Commons med en af de tilladte licenser og indsætte det i artiklen. |

55°40′05″N 11°22′10″Ø / 55.6681°N 11.3694°Ø